# Ayapin
Ayapin fue un cacique Tahue del siglo XVI, originario de Kolwahcan (hoy Culiacán).
  

El 28 de septiembre de 1531, escuchó la llegada de los españoles junto con 50 guerreros. El día siguiente fueron testigos del poderío español, permanecieron impresionados y sin movimiento. Escucharon el eco de la declaración hecha por Nuño:
¡Hoy, 29 de septiembre, día de nuestro venerado Arcángel San Miguel! ¡En el nombre de nuestro Rey Carlos V, nuestra Soberana Isabel la Católica y por la gracia divina de nuestro Dios Padre todopoderoso; yo, Nuño Beltrán de Guzmán, con el poder conferido de mi reino, declaro fundada La Villa de San Miguel de Kolwuhacan!

Diego de Proaño, quedó al mando de veinte soldados bien armados, quince caballos y más de cincuenta indios Chichimecas, también conocidos como los cara de perro, eran guerreros fieros pero de poca inteligencia; con este contingente fortaleció la alcaldía de La Villa de San Miguel de Kolwahcan; edificó de inmediato la fortaleza que habría de protegerlos. Empezó a hacer rondines, siempre custodiado por sus soldados, se dio cuenta de que los Tahues, Xiximes y Acaxees, eran tribus muy laboriosas que sembraban maíz, frijol, calabaza; trabajaban el algodón y se hacían sus prendas para vestir, tenían ganado cabrío y borrego; eran pues, raza de buena estatura y condición física e inteligente. Sin embargo el alcalde empezó a hostigarlos; los agredía y robaba, incluso llegó a secuestrar indias para violarlas. 

Los capitanes españoles cometían tantos excesos y crueldades, y tiranizaban tanto a los indios, que las sublevaciones eran constante. Nuño de Guzmán reducía a esclavitud y herraba a cuantos indios podía encontrar, enviando unos al Pánuco y otros a México a tal extremo que el oidor Quiroga, visitó y puso libres a muchos esclavos, entre los que había nuños aun en lactancia, herrados todos.
Los naturales hallaron en Ayapin, el caudillo ideal para su causa. Antes de ello, combatían aisladamente, practicando el «albazo», debido a su desorganización y armamentos ineficaces. Con Ayapin, joven, valeroso y dueño de una agradable personalidad, la rebeldía progresó. Desde el Culiacán hasta el Petatlán, los combates favorecían a los indios. Fue entonces que el jefe de la nación indígena, Ayapín, se rebeló.
Se enfrentó durante nueve años a los españoles de Nuño de Guzmán, el cual tenía de aliados a los xiximes  y a los acaxees. Los derrotó en diversas ocasiones. Ayapin fue el primero de los reyes autóctonos en utilizar el método militar de "guerra de guerrillas" y "tierra quemada", con el que mantuvo desabastecida a la población colonizadora de Culiacán. Nuño fue hecho prisionero y llevado a España. Sin embargo, no pudo hacer más, debido a la superioridad de las armas españolas. Su rebelión incitó a los demás autóctonos a rechazar la colonización hispana.
El 23 de diciembre de 1539, fue capturado, y el gobernador, don Francisco Vázquez de Coronado, lo condenó a ser descuartizado vivo en la plaza de Culiacán, en presencia de sus súbditos. Así fue. Se dice que antes de morir, Ayapin pronunció unas palabras, que sus verdugos no pudieron entender.